# Дзялошице (гмина)
Дзялошице (пол. Działoszyce) — городско-сельская гмина (волость) в Польше, входит как административная единица в Пиньчувский повет, Свентокшиское воеводство. Население — 5736 человек (на 2004 год).

## Демография
Данные по переписи 2004 года:
| Перепись                       | Всего   | Всего | Женщины | Женщины | Мужчины | Мужчины |
| ------------------------------ | ------- | ----- | ------- | ------- | ------- | ------- |
| Единицы                        | человек | %     | человек | %       | человек | %       |
| Население                      | 5736    | 100   | 2868    | 50      | 2868    | 50      |
| Плотность населения (чел./км²) | 54,4    | 54,4  | 27,2    | 27,2    | 27,2    | 27,2    |

## Сельские округа
- Беджиковице
- Броноцице
- Бронув
- Хмелюв
- Дембяны
- Дембовец
- Дзекановице
- Дзевенчице
- Дзеронжня
- Гаик
- Ижыковице
- Якубовице
- Янушовице
- Ястшембники
- Ксаверув
- Куявки
- Квашин
- Липувка
- Марянув
- Невятровице
- Опатковице
- Пероцице
- Подрузе
- Санцыгнюв
- Стемпоцице
- Судул
- Щотковице
- Шищыце
- Сверчина
- Теодорув
- Воля-Кнышиньска
- Волица
- Вымыслув
- Загае-Дембяньске
- Загуже

## Соседние гмины
- Гмина Чарноцин
- Гмина Ксёнж-Вельки
- Гмина Михалув
- Гмина Пиньчув
- Гмина Рацлавице
- Гмина Скальбмеж
- Гмина Слабошув
- Гмина Водзислав